# 奈沙朗
奈沙朗（Ney Sarann，？—1976年），化名亚（យ៉ា，Ya），柬埔寨政治家、共产主义者。他是民主柬埔寨及红色高棉领导人之一。
奈沙朗出生在柴桢省，有华人、高棉人混血血统。他于1940年代末加入印度支那共产党。1954年日内瓦会议后，他开始涉足政界，加入人民派。他也是一名教师，通过其个人魅力吸纳了许多年轻僧侣和学生加入共产主义运动。1960年代，他被派往蒙多基里省进行党的工作，同当地的一位老挝女性结婚。他与巴特寮关系密切，在高地高棉人有很高声望。
1975年4月，在红色高棉攻占金边，他被调来中央，并被派往中国寻求帮助。1976年初，他被重新任命为东北大区书记。此时柬埔寨同越南发生边境争端，由于精通越南语，他被任命为谈判代表。不久，波尔布特宣布党内存在“隐藏的敌人”，他因与越南的密切关系而成为调查对象。另一方面，奈沙朗与波尔布特就经济政策长期存在分歧，并与党内的温和派贵敦、胡荣保持一致。
1976年末，奈沙朗被怀疑是党内叛徒而被逮捕，关押入S-21监狱。他被控与越南、老挝以及柬共党内其他修正主义分子勾结，阴谋篡党夺权，随后被处决。